# Paisatge cultural de Sukur
El Paisatge cultural de Sukur està situat a l'Àrea de Govern Local de Madagali, a l'Estat d'Adamawa, al nord-est de Nigèria. Va ser declarat Patrimoni de la Humanitat de la UNESCO des del 1999.